# Pokojówki z Beverly Hills
Pokojówki z Beverly Hills (ang. Devious Maids, dosł. „przebiegłe pokojówki”) – amerykański serial komediowo-dramatyczny, emitowany na kanale Lifetime. Pilot serialu miał premierę w Internecie 9 czerwca 2013 przed emisją w telewizji, która odbyła się 23 czerwca. Kilka tygodni po premierze finału 4. sezonu, serial został anulowany przez Lifetime. Decyzję ogłoszono 2 września 2016 roku. 

## Fabuła
Twórcy kultowych już "Gotowych na wszystko" Eva Longoria, Marc Cherry i Sabrina Winda prezentują swój kolejny hit. Morderstwa i nieustanny chaos to stali goście najbardziej zamożnych kalifornijskich rezydencji. Wojna klas jeszcze nigdy nie była tak zabawna i sprośna, zwłaszcza, że zdeterminowany personel jest równie mądry, dowcipny i oburzający co jego diabelscy pracodawcy. Kto posiada brudy, ten posiada władzę, a zanim skończy się każdy sezon, wiele z nich ujrzy światło dzienne.
Serial skupia się na życiu zgranej grupy pokojówek, które związane są ze sobą nie tylko ze względu na swoją pracę, ale również latynoskie pochodzenie. Kobiety wspólnie przeżywają zarówno rodzinne dramaty jak i osobiste wzloty i upadki. Rosie (Dania Ramirez, "Herosi") pokojówka i niańka zaabsorbowanej sobą pary aktorów – Peri (Mariana Klavena, "Czysta krew") i Spence’a Westmorów (Grant Show, "Dziewczyna z sąsiedztwa"), jest wdową, która po śmierci męża pozostawiła swojego syna w Meksyku. Początkująca piosenkarka, Carmen (Roselyn Sánchez, "Ryzykant") żyje nadzieją, iż mężczyzna u którego pracuje, gwiazda pop – Alejandro (Matt Cedeño, "Dni naszego życia") pomoże rozpocząć jej estradową karierę. Niestety nie wie, że jego lojalna gosposia i jednocześnie jej szefowa – Odessa (Melinda Paige Hamilton, "Mad Men") jest gotowa na wiele by do tego nie dopuścić. Zoila (Judy Reyes, "Hoży doktorzy") opiekuje się domem emocjonalnie niestabilnej, zamożnej kobiety - Genevieve Delatour (Susan Lucci, "Wszystkie moje dzieci"). Razem z Zoilą pracuje jej córka Valentina (Edy Ganem, "Dark Crossing"), która podkochuje się w przystojnym synu Genevieve – Remim (Drew VanAcker, "Słodkie kłamstewka")
Opis ze strony:
Pokojówki z Beverly Hills - sezon 2, datapremiery.pl
Sezon 1
Jedna z pokojówek – Flora Hernandez – została brutalnie zamordowana. Koleżanki starały się dowiedzieć kto za tym stoi. Prof. Marisol Duarte, udając jedną z nich, przy okazji dążyła do oczyszczenia swego syna z zarzutów.
Sezon 2
15 lat wcześniej Dahlia Deering  popełniła samobójstwo na oczach swego męża Nicholasa, pokojówki Opal i jej syna Ethana. Marisol − obecnie będąca narzeczoną bogatego wdowca − usiłowała poznać jej przeszłość i to co skłoniło ją do tego kroku.
Sezon 3
Cztery miesiące po rozwiązaniu sprawy Deeringów, w klubie country doszło do morderstwa instruktora tenisowego i rozczłonkowania jego ciała. Lewa noga ofiary została podrzucona do ogrodu w posiadłości Powellów. Tymczasem Stappordowie zaadoptowali latynoską dziewczyną o imieniu Katy, lecz sposób w jaki to zrobili nie był do końca legalny.
Sezon 4
Pół roku po samobójstwie mordercy instruktora tenisowego pojawiło się kolejne pytanie: kto zamordował Peri Westmore?

## Obsada

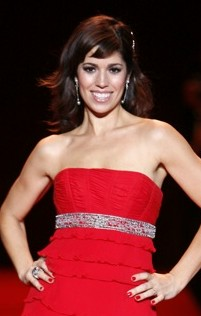
Ana Ortiz
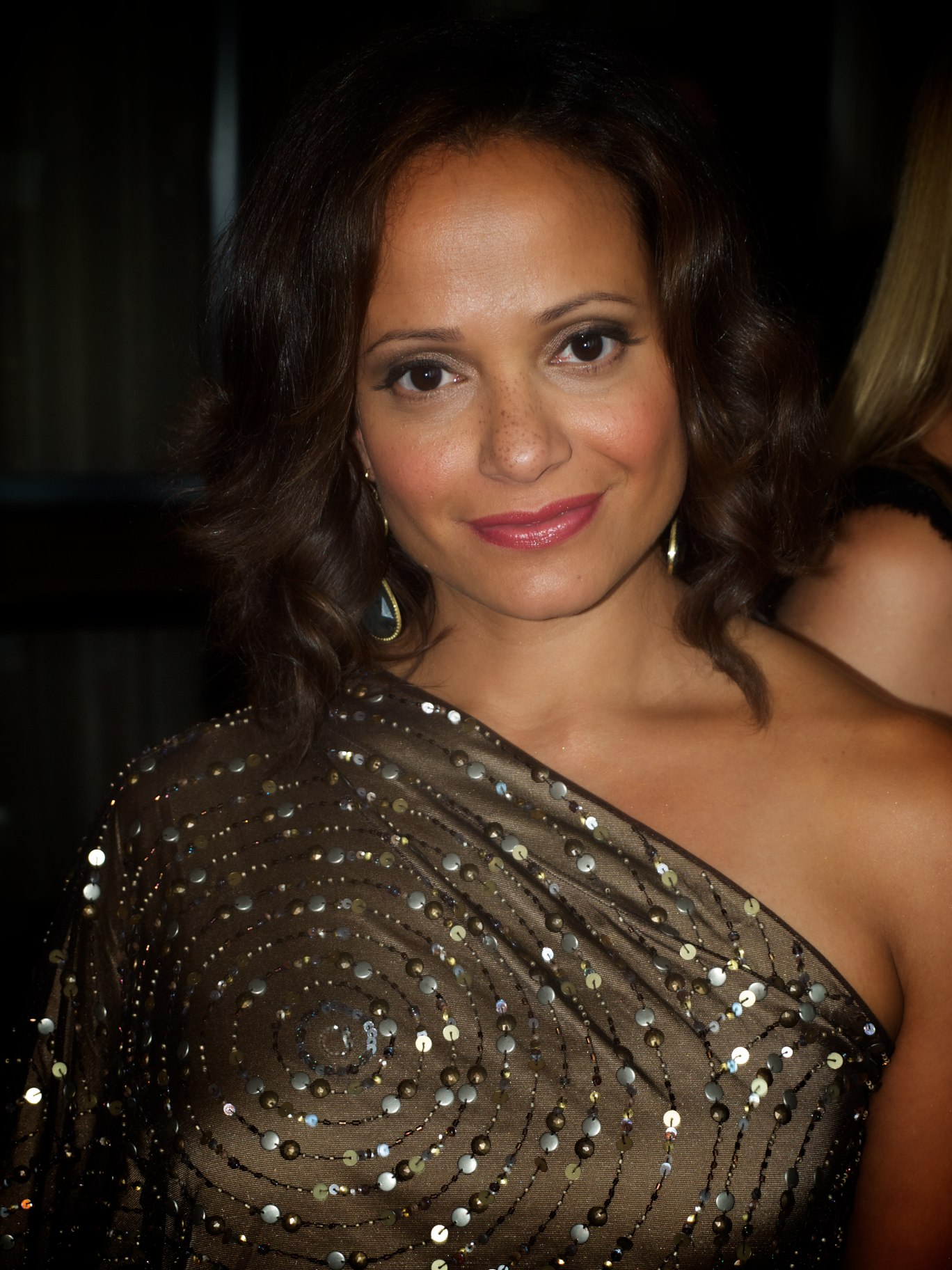
Judy Reyes
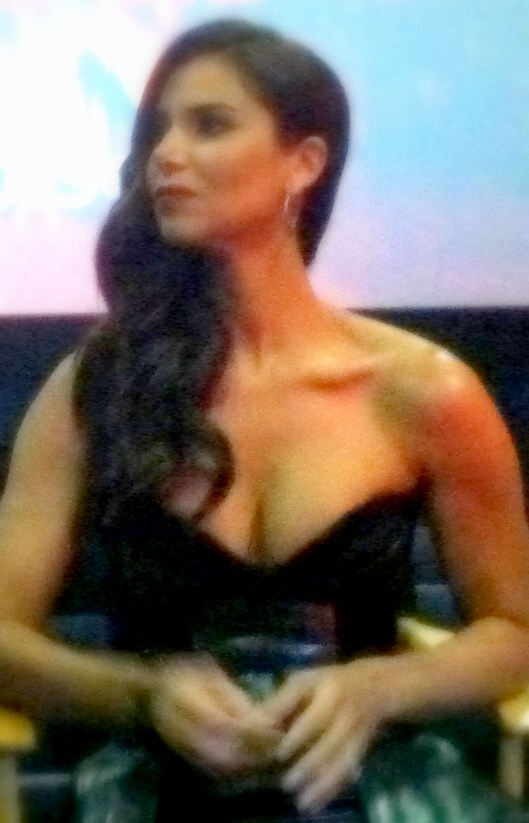
Roselyn Sánchez
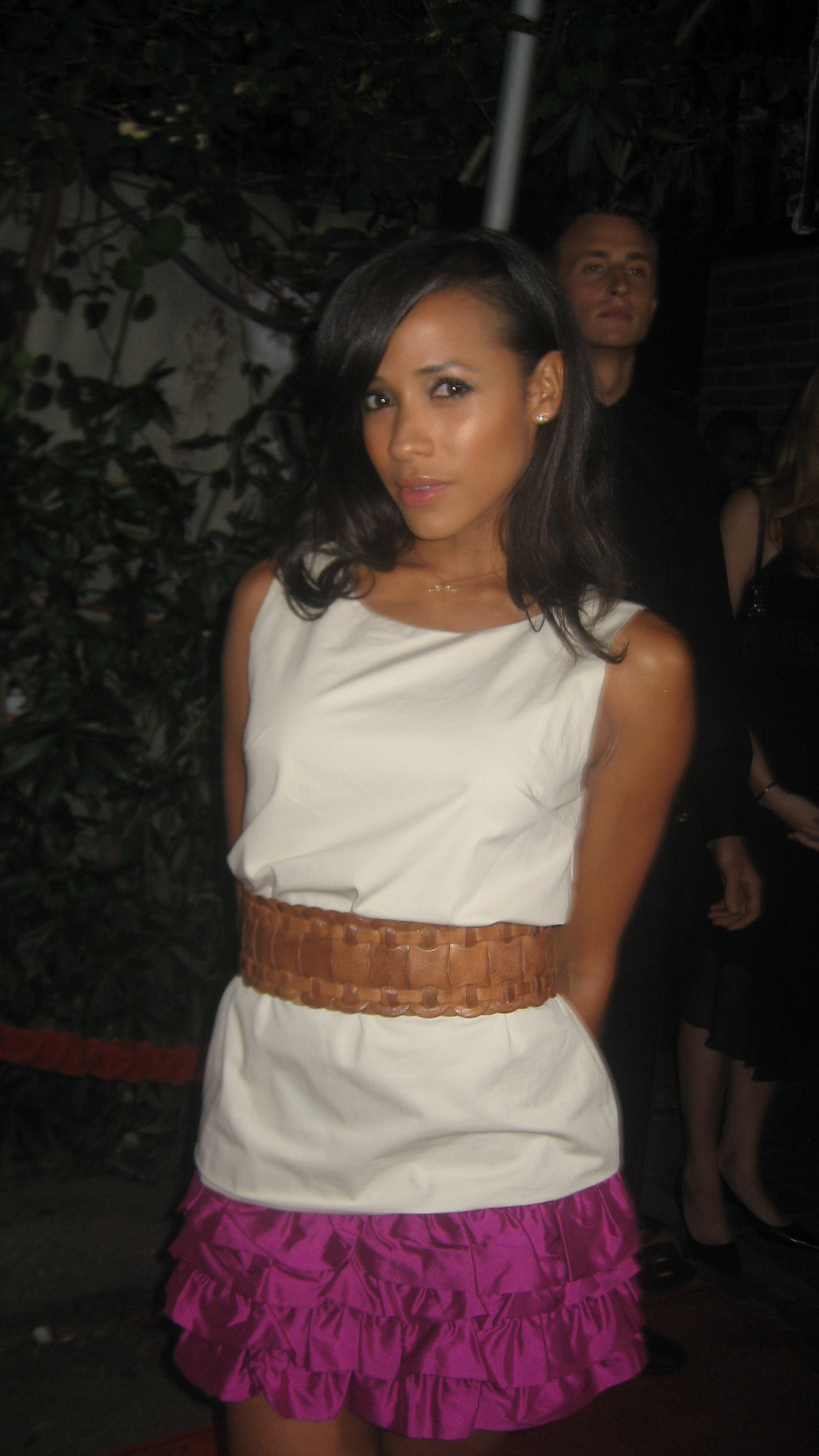
Dania Ramirez

LEGENDA:

    Główna rola.

    Drugoplanowa rola (5 odcinków i wzwyż).

    Gościnna rola (do 4 odcinków).

    Postać się nie pojawiła.

### Tytułowa
- Ana Ortiz − prof. Marisol Suarez, tymczasowo "Deering"; nazwisko "Duarte" tylko na czas śledztwa ws. Flory
- Judy Reyes − Zoila Diaz
- Roselyn Sánchez − Carmen Luna, tymczasowo "Valdez"
- Dania Ramirez − Rosie Westmore, wcześniej "Falta"

| Aktorka/aktor | Postać                  | Opis                | Sezon 1 | Sezon 2 | Sezon 3    | Sezon 4 |
| ------------- | ----------------------- | ------------------- | ------- | ------- | ---------- | ------- |
| Edy Ganem     | Valentina Josefina Diaz | córka Zoily i Pablo |         |         | odc. 1 i 2 |         |

### Główna
- Tom Irwin − Adrian Powell, biznesmen i były pracodawca Flory
- Rebecca Wisocky − Evelyn Powell, żona Adriana i pracodawczyni Valentiny
- Susan Lucci − Genevieve Delatour, wcześniej Eunice Mudge; kilkukrotna rozwódka i pracodawczyni Zoily
- Grant Show − Spence Westmore, bogata gwiazda oper mydlanych oraz były pracodawca Rosie i Carmen; drugi mąż Rosie

| Aktorka/aktor         | Postać                                  | Opis                                                        | Sezon 1 | Sezon 2    | Sezon 3    | Sezon 4     |
| --------------------- | --------------------------------------- | ----------------------------------------------------------- | ------- | ---------- | ---------- | ----------- |
| Drew Van Acker        | Remi Delatour                           | syn Genevieve i Philippe oraz zauroczenie Valentiny         |         |            | odc. 1 i 2 |             |
| Mariana Klaveno       | Peri Westmore                           | gwiazda kina i była żona Spence'a                           |         | odc. 1 i 2 | odc. 13    | odc. 1 i 10 |
| Brianna Brown         | Taylor Stappord, później Abby Parker    | druga żona Michaela                                         |         | odc. 4     |            |             |
| Brett Cullen          | Michael Stappord                        | były pracodawca Marisol                                     |         |            |            |             |
| Wolé Parks            | Sam Alexander                           | były szofer i kamerdyner Alejandro oraz były chłopak Carmen |         |            |            |             |
| Mark Deklin           | Nicholas Deering                        | owdowiały, były mąż Marisol                                 |         |            |            |             |
| Colin Woodell         | Ethan Sinclair                          | syn Opal oraz basenowy u Genevieve                          |         |            |            |             |
| Joanna P. Adler       | Opal Woodruff                           | była gospodyni Nicholasa i Dahlii                           |         |            |            |             |
| Dominic Adams         | Amir Hassan, później m.in. Tony Bishara | były ochroniarz Powellów                                    |         |            |            |             |
| Gilles Marini         | Sebastien Dussault                      | były narzeczony Carmen                                      |         | odc. 13    |            |             |
| Cristian de la Fuente | Ernesto Falta                           | pierwszy mąż Rosie                                          |         |            |            |             |
| Nathan Owens          | Jesse Morgan                            | weteran wojskowy, który spróbuje odzyskać cywilne życie     |         |            | 9 odcinków |             |
| Sol Rodriguez         | Daniela Mercado                         | córka Carmen                                                |         |            |            |             |

### Drugoplanowa
- Alejandro Vera − Miguel Falta, syn Rosie i Ernesta (s01e12 − s01e13, s02e01 − s0e02, s02e05, s02e08, s02e10 i s02e12 − s02e13)
- Alex Fernandez − Pablo Diaz, mąż Zoily i ojciec Valentiny (s01e02, s01e04 i s01e05, s02e02, s02e04 i s02e11 − s02e13)
- Carter Birchwell − Tucker Westmore, syn Peri (s04e01, s04e03 − s04e04e s04e06 − s04e07 i s04e10)
- Eddie Hassell − Eddie Suarez, adoptowany syn Marisol (s01e01 − s01e02, s01e05, s01e10 i s01e13)
- Gideon Glick − Ty McKay[3], siostrzeniec Spence'a (s02e01 − s02e03, s02e05 − s02e09 i s02e12 − s02e13)
- Grecia Merino − Violeta/Katy Stappord/Rosie Parker, adoptowana córka Stappordów (cały s03e sezon)
- Issac Ryan Brown − Deion, niedoszły adoptowany syn Powellów (s03e08 − s03e12)
- Ivan Hernandez − Javier Mendoza, były narzeczony Zoily (s02e06 − s02e08, s02e10 − s02e13 i s03e01 − s03e03)
- James Denton − Peter Hudson, producent filmowy, były trzeci mąż Genevieve i narzeczony Marisol (s04e01 − s04e03, s04e05 − s04e06, s04e08 i s04e10)
- John O'Hurley − dr Christopher Neff, były narzeczony Genevieve (s03e04 − s03e05 i s03e08 − s03e12)
- Julie Claire − Gail Fleming, bogata przyjaciółka Evelyn i Genevieve (s03e01, s03e03 − s03e04, s03e07, s03e12, s04e01 − s04e02, s04e06 i s04e09 − s04e10)
- Kimberly Hebert Gregory − Lucinda Miller, córka Kennetha (s02e02, s02e05 − s02e06, s02e08 i s02e12)
- Matt Cedeño − Alejandro Rubio, były pracodawca oraz fałszywy narzeczony Carmen (s01e0s01 − s01e0s02, s01e0s04, s01e06, s01e08 − s01e13 i s02e01 − s02e03)
- Maria Howell − Ida Hayes, prawniczka wynajęta przez Marisol (s01e04 − s01e07 i s01e09 − s01e11)
- Melinda Page Hamilton − Odessa Burakova, była naczelna pokojówka Alejandra (s01e01 − s01e02, s01e04 − s01e05, s01e08 − s01e09, s01e13 i s02e01 − s02e03)
- Octavio Westwood − Miguel Falta, syn Rosie i Ernesta (s03e01 − s03e02, s03e04 − s03e06 i s03e09 − s03e10, s03e13, s04e02 i s04e09 − s04e10)
- Owen Harn − Stewart "Kill Face" Pearlman, znajomy Spence'a z więzienia (s04e04, s04e06 − s04e07 i s04e09 − s04e10)
- Paula Garcés − Flora Hernandez, pierwsza pokojówka Powellów (s01e01, s01e03, s01e05, s01e09 i s01e11 − s01e13)
- Reggie Austin − Reggie Miller, bratanek Kennetha i były adwokat Rosie (s02e01 − s02e02, s02e04 i s02e06 − s02e12)
- Ryan McPartlin − Kyle, syn Frances i były chłopak Zoily (s04e01 − s04e02 i s04e04 − s04e09)
- Stephanie Faracy − Frances, przyjaciółka Adriana i Zoily (s04e02 − s04e04, s04e06 i s04e08 − s04e09)
- Stephen Collins − Philippe Delatour, pierwszy były mąż Genevieve i ojciec Remiego (s01e06 − s01e07 i s01e10 − s01e13)
- Tiffany Hines − Didi Miller, druga żona Kennetha (s02e02 − s02e03, s02e06, s02e08 − s02e09 i s02e12)
- Valerie Mahaffey − Olivia Rice (wcześniej "Stappord"), była żona Michaela Stappord (s01e01, s01e03, s01e07 − s01e08, s01e10 i s03e10)
- Willie Ce Carpenter − Kenneth Miller, drugi były pracodawca Rosie (s02e02 − s02e06 i s02e08 − s02es013)

### Gościnna
- Alec Mapa − Jerry, pielęgniarz Rosie (s03e01 − s033e03 i s03e13)
- Andrea Parker − Brenda Colfax, dziennikarka oraz przyjaciółka-rywalka Peri (s01e01)
- Antonio Jaramillo − Hector, członek kartelu Gaviota i wspólnik Ernesto (s03e08 i s03e11 − s03e12)
- Carlos Ponce − Benjamin "Ben" Pacheco, wieloletni menadżer Peri i opiekun Spence'a (s04e01 − s04e06 i s04e10)
- Chase Pearson − Barrett Powell, 6-letni syn Adriana i Evelyn (s01e05 i s02e13)
- Christopher Je Hanke − Fabian, fryzjer Genevieve (s04e04 − s04e06)
- Dakin Matthews − Alfred Pennygrove, były narzeczony Genevieve (s01e08 i s01e09)
- Damon Sementilli − Damon, były kochanek Peri (s01e02, s01e04 i s01e05)
- Demetria McKinney − Natasha Jones, córka Lucindy (s02e06)
- Ee Roger Mitchell − detektyw Figueroa, badał sprawę śmierci Phelippe'a i (s02e10, s02e11, s03e02 i s03e04 − s03e05)
- Eddie Mills − Louie Becker, trener tenisa w klubie (s03e01, s03e05 i s03e13)
- Eva Longoria − Eva Longoria, grała rolę Flory (s04e01)
- Jaime Camil − Oscar Valdez, były mąż Carmen (s01e04)
- Joy Osmanski − Joy, pokojówka doktora Neffa (s03e09 − s03e12)
- June Squibb − Velma Mudge, matka Genevieve i Henriego (s01e09 − s01e10)
- Justina Machado − Reina, siostra Zoily (s03e06 i s03e07)
- Katherine LaNasa − Shannon Greene, siostra Peri (s04e03 − s04e04 i s04e07 − s04e08)
- Keri Maletto − Dominatrix, gość na przyjęciu Powellów (s03e01)
- Michael Rose − Dante Penrose, koroner ciała Flory (s01e04)
- Michelle Hurd − Jacklyn Dussault, producentka muzyczna i żona Sebastiena (s03e07 − s03e10)
- Naya Rivera − Blanca Alvarez, była pokojówka Stappordów (s03e01 − 3e03 i s03e07)
- Nicole Sullivan − Molly, była pielęgniarka Nicholasa (s01e09)
- Peter Porte − Scott, były chłopak Alejandro (s01e10 i s01e11)
- Richard Burgi − Henri, przyrodni brat Genevieve (s01e04)
- Sam McMurray − Hugh Metzger producent filmowy i ojciec Gail (s04e05 − s04e06 i s04e09 − s04e10)
- Sean Blakemore − James Hamilton, pastor i chłopak Evelyn (s04e05 − s04e07 i s04e09)
- Sharon Lawrence − Lori, dziewczyna Genevieve (s04e10)
- Susie Abromeit − Dahlia Deering, pierwsza żona Nicholasa (s02e01, s02e07 − s02e08 i s02e13)
- Todd Williams − Wallace Jones, biologiczny ojciec Deiona (s03e12)
- Tricia O'Kelley − Tanya Taseltof, bogata przyjaciółka Evelyn i Genevieve (s02e01 − s02e03)

### Postacie uśmiercone
| L.p.                    | Aktorka/aktor     | Postać                 | Relacja do innych postaci                                     | Odcinki                                                            | Powód śmierci                                   |
| ----------------------- | ----------------- | ---------------------- | ------------------------------------------------------------- | ------------------------------------------------------------------ | ----------------------------------------------- |
| Przed pierwszym sezonem |                   |                        |                                                               |                                                                    |                                                 |
| 1.                      | Chase Pearson     | Barrett Powell         | 6-letni syn Adriana i Evelyn                                  | s01e05 i s02e13                                                    | Potrącenie przez samochód                       |
| 2.                      | Susie Abromeit    | Dahlia Deering         | pierwsza żona Nicholasa                                       | s02e01, s02e07 − 2e08 i s02e13                                     | Zepchnięcie z mostu do koryta wyschniętej rzeki |
| W serii pierwszej       |                   |                        |                                                               |                                                                    |                                                 |
| 3.                      | Paula Garcés      | Flora Hernandez        | pierwsza pokojówka Powellów                                   | s01e01, s01e03, s01e05, s01e09 i s01e11 − s01e13                   | Dźgnięcie w brzuch i wykrwawienie się w basenie |
| 4.                      | Stephen Collins   | Philippe Delatour      | były mąż Genevieve i ojciec Remiego                           | s01e06 − s01e07 i s01e10 − s01e13                                  | Zwiotczenie mięśni i utonięcie w basenie        |
| W serii drugiej         |                   |                        |                                                               |                                                                    |                                                 |
| 5.                      | Matt Cedeño       | Alejandro Rubio        | piosenkarz i były pracodawca oraz fałszywy narzeczony Carmen  | 1e01 − s01e02, s01e04, s01e06, s01e08 − s01e13 i s02e01 − s02e03   | Zastrzelony                                     |
| 6.                      | Joanna P. Adler   | Opal Woodruff          | była gospodyni Nicholasa i Dahlii                             | s02e01 − s02e02, s02e04, s02e06 − s02e09, s02e11 i s02e13          | Strzał z rewolweru w prawą skroń                |
| W serii trzeciej        |                   |                        |                                                               |                                                                    |                                                 |
| 7.                      | Alex Fernandez    | Pablo Diaz             | mąż Zoily i ojciec Valentiny                                  | s01e03 − s01e04, s01e10, s02e02, s02e04, s02e11 − s02e13           | Zastrzelony                                     |
| 8.                      | Eddie Mills       | Louie Becker           | trener tenisa w klube                                         | s03e01, s03e05 i s03e13                                            | Wykrwawił się, nadziany na szkło                |
| 9.                      | Naya Rivera       | Blanca Alvarez         | pokojówka Stappordów                                          | s03e01 − s03e03 i s03e07                                           | Powieszona                                      |
| 10.                     | Antonio Jaramillo | Hector                 | członek kartelu Gaviota i wspólnik Ernesto                    | s03e08 i s03e11 − s03e12                                           | Uduszony                                        |
| 11.                     | Brett Cullen      | Michael Stappord       | były pracodawca Marisol i mąż Taylor                          | główna postać: sezony 1 i 3                                        | Zastrzelony                                     |
| 12.                     | Gilles Marini     | Sebastien Dussault     | były narzeczony Carmen                                        | s02e13 i s03e01 − s03e13                                           | Wysadził się w powietrze                        |
| W serii czwartej        |                   |                        |                                                               |                                                                    |                                                 |
| 13.                     | Mariana Klaveno   | Peri Westmore          | była żona Spence'a                                            | s01e01 − s01e06, s01e10 − s01e13, s02e01 − s02e02, s03e13 i s04e01 | Dźgnięta swoją nagrodą People's Choice Award    |
| 14.                     | Carlos Ponce      | Benjamin "Ben" Pacheco | menadżer Peri i wsparcie Spence'a w walce z jego alkoholizmem | s04e01 − s04e06                                                    | Otruty herbatą                                  |

## Lista odcinków
| Sezon | Sezon | Liczba odcinków | Premiera amerykańska    | Polska premiera         | Wydanie DVD   |
| ----- | ----- | --------------- | ----------------------- | ----------------------- | ------------- |
|       | 1     | 13              | 13.06.2013 − 22.09.2013 | 16.02.2014 − 11.05.2014 | 18 marca 2014 |
|       | 2     | 13              | 20.04.2014 − 13.07.2014 | 12.08.2014 − 04.11.2014 | brak danych   |
|       | 3     | 13              | 01.06.2015 − 24.08.2015 | 5.08.2015 − 30.09.2015  | brak danych   |
|       | 4     | 10              | 06.06.2016 − 08.08.2016 | 28.08.2016 − 30.10.2016 | brak danych   |